# Culture de la patate douce en Polynésie

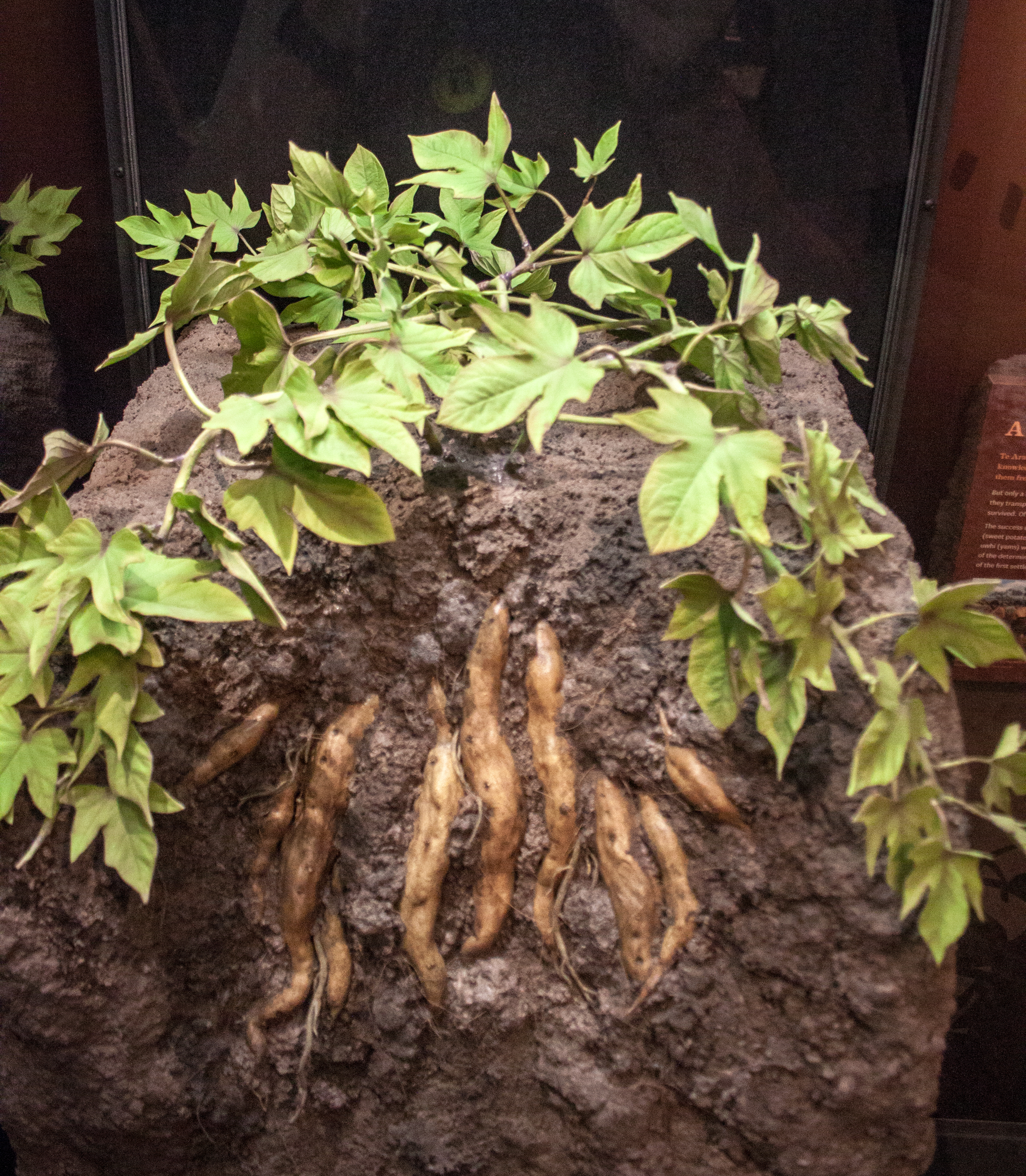
Taputini, un cultivar pré-européen de patate douce (kūmara) de Nouvelle-Zélande.

La culture de la patate douce en Polynésie a commencé vers 1 000 apr. J.-C. en Polynésie centrale. La plante est devenue un aliment courant dans toute la région, en particulier à Hawaï, sur l'île de Pâques ainsi qu'en Nouvelle-Zélande. Dans les années 1600, en Polynésie centrale, les cultivars utilisées sont remplacés par des variétés plus résistantes et plus grandes venant des Amériques (même phénomène en Nouvelle-Zélande, mais plus tard, au début des années 1800). De nombreux cultivars traditionnels sont encore cultivés en Polynésie, mais ils sont rares et ne sont plus cultivés à des fins commerciales.

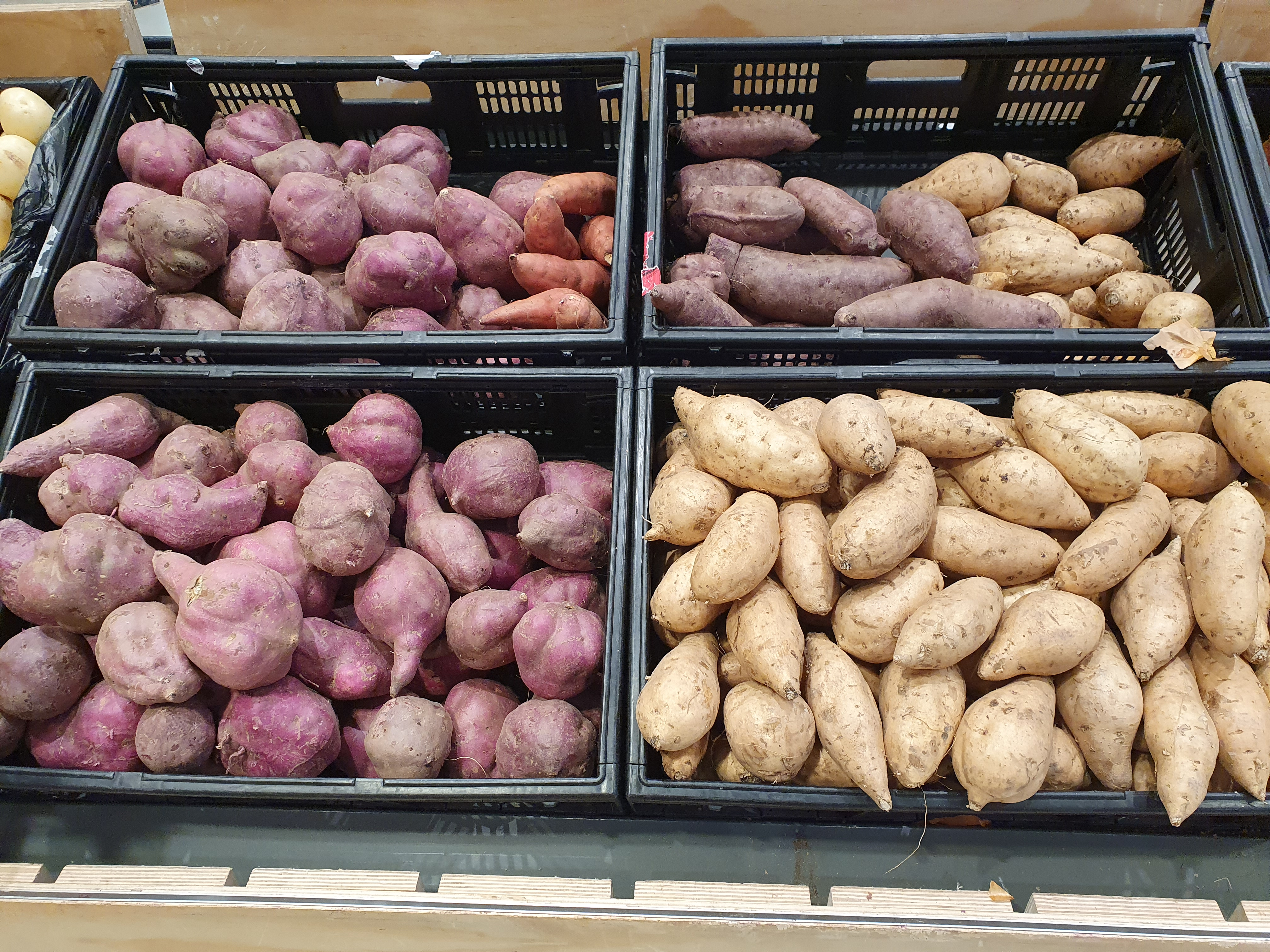
Différents types de patates douces en vente dans un supermarché de Nouvelle-Zélande en 2021. À gauche : owairaka rouge, au milieu gauche : beauregard, au milieu à droite : purple dawn, à droite : toka toka dorée.

On ne sait pas comment la patate douce a commencé à être cultivée dans le Pacifique, mais le consensus scientifique indique que la présence de patate douce en Polynésie est la preuve d'un contact ancien de la Polynésie avec l'Amérique du Sud. Cependant, certaines études génétiques de cultivars traditionnels suggèrent que la patate douce a été  présente en Polynésie avant l'introduction humaine.

## Histoire

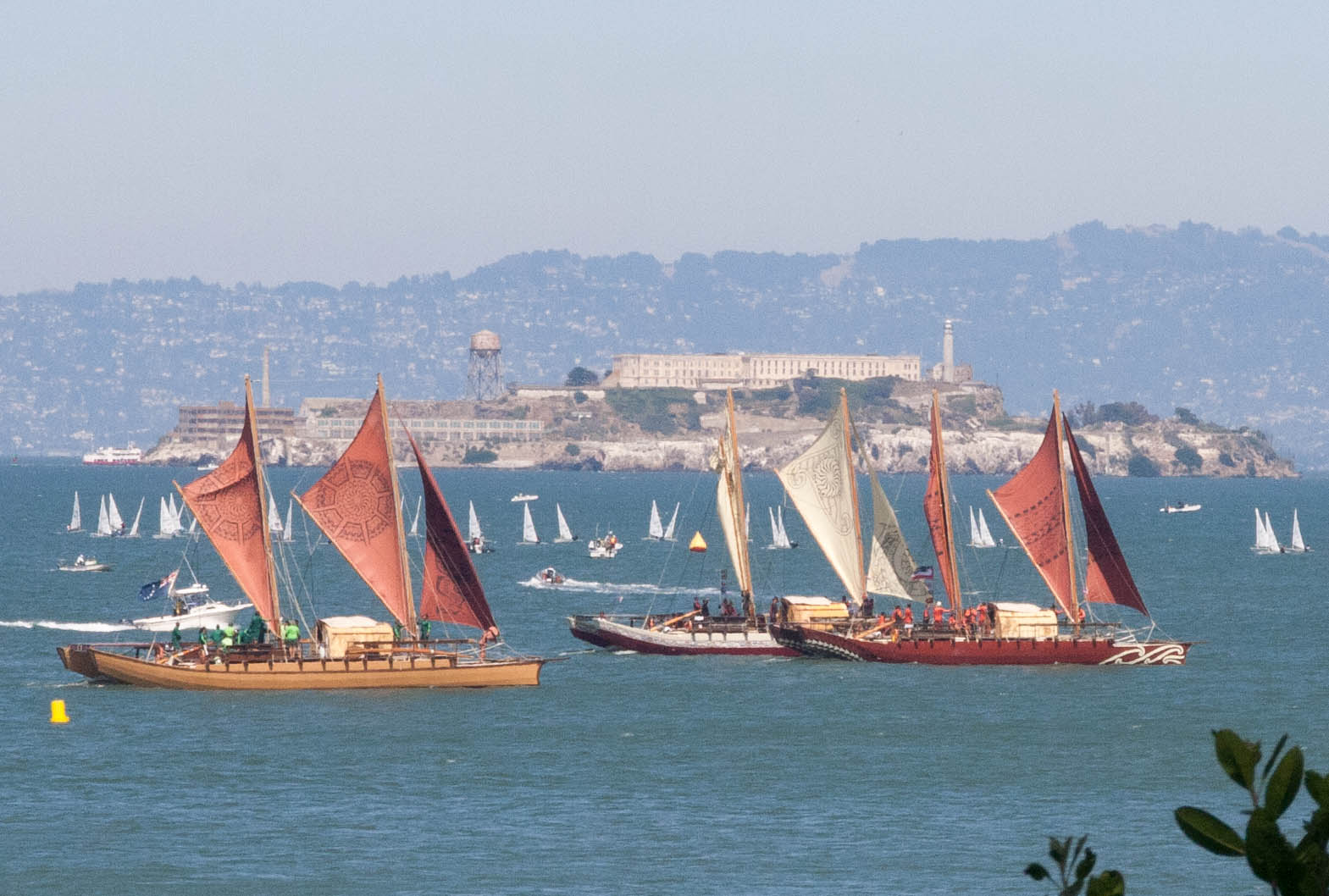
Reconstitution de pirogues à balancier qui ont pu participer à la diffusion de la patate douce en Polynésie.

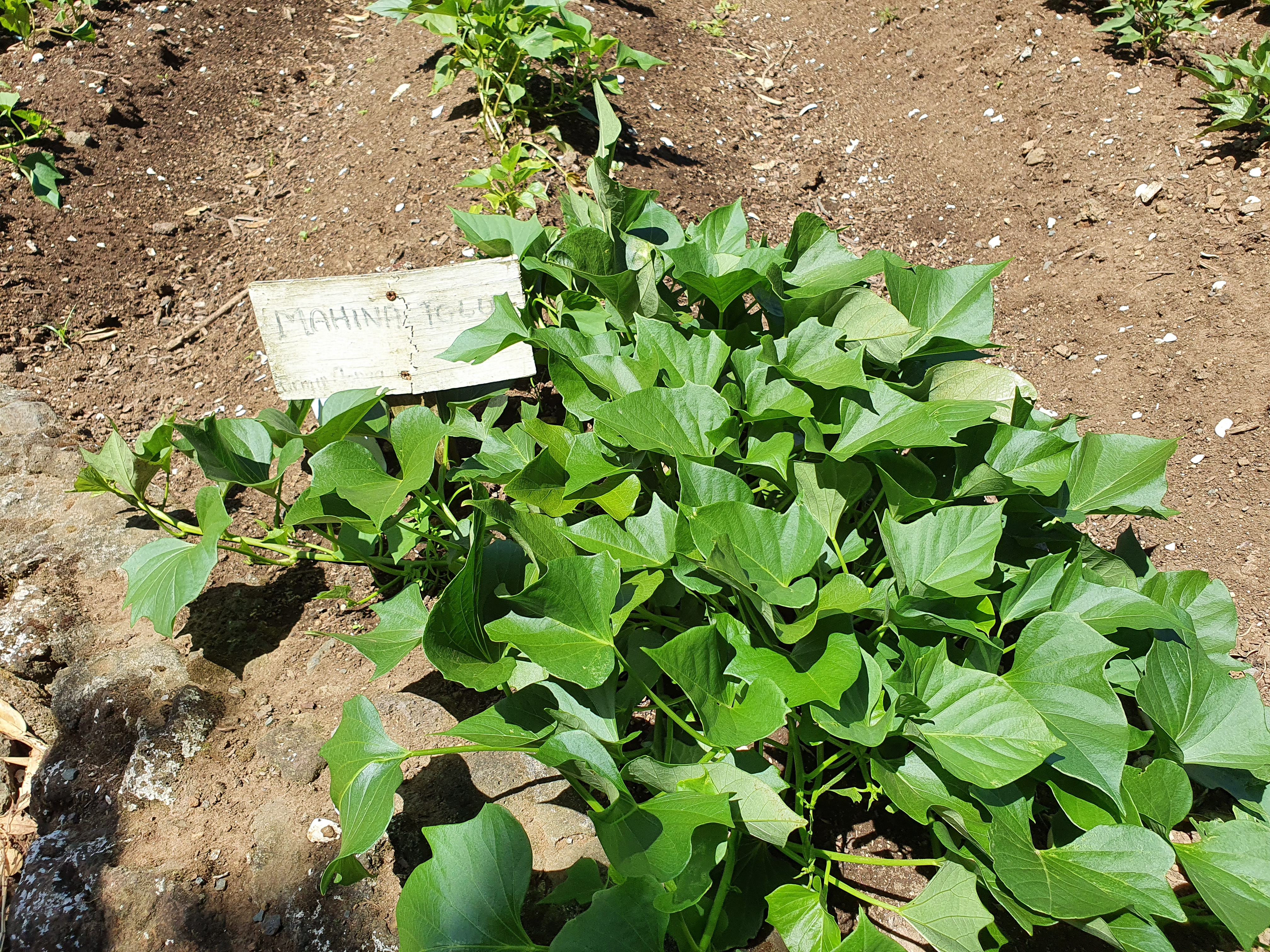
Des feuilles de patates douces mahina tolu' à Tonga en 2022.

La patate douce (Ipomoea batatas) est originaire des Amériques et est devenue largement cultivée en Amérique centrale et du Sud à partir de 2 500 av. J.-C. La patate douce aurait été cultivée pour la première fois comme culture vivrière en Polynésie centrale vers 1 000-1 100 apr. J.-C., les premières preuves archéologiques étant des fragments récupérés à un seul endroit sur Mangaia dans le sud des Îles Cook, datés au carbone entre 988 et 1155 apr. J.-C.,. Au cours des siècles suivants, la patate douce s'est propagée aux extrémités du triangle polynésien : l'Île de Pâques, Hawaï et la Nouvelle-Zélande. La patate douce s'est propagée rapidement dans le Pacifique probablement car les agriculteurs polynésiens considéraient ces plantes comme une amélioration sensible en comparaison des espèces Dioscorea déjà cultivées, comme par exemple la Dioscorea alata. La plante a probablement été propagée entre les îles polynésiennes par des boutures de vigne plutôt que par des graines.
La théorie dominante pour les lignées de patate douce observées en Polynésie est l'hypothèse tripartite développée dans les années 1950 et 1960 : galions et commerçants portugais vers 1 500 apr. J.-C. Au cours des années 1600, les cultivars polynésiens traditionnels de patates douce et de calebasse ont commencé à être remplacés par des variétés nord-américaines,.

### Théorie du contact précolombien
La présence de patate douce dans le Pacifique est souvent citée comme une des preuves de contacts sporadiques entre les peuples polynésiens et amérindiens,. Cependant, on ne sait pas si la patate douce a été introduite par des pirogues polynésiennes atteignant l'Amérique du Sud ou par des radeaux sud-américains visitant les îles polynésiennes orientales telles que Rapa Nui. Il est également possible que la plante ait été transférée sans contact humain, par exemple en flottant vers l'ouest à travers l'océan après avoir été jetée de la cargaison d'un bateau.

### Théorie de la dispersion naturelle
Certains chercheurs suggèrent que la patate douce pourrait avoir été présente en Polynésie des milliers d'années avant l'arrivée des hommes à cet endroit, arrivée là par une dispersion aviaire ou par des radeaux naturels . Une analyse génétique de 2018 de patates douces collectées à partir des îles de Archipel de la Société par Joseph Banks durant le  Premier voyage de Cook en 1769 trouve que cette lignée a divergé des variétés provenant d'Amérique du Sud, il y a au moins 111.500 ans dans le passé. les auteurs du papier argumente aussi que la  dispersion naturelle était possible du fait de la présence de Ipomoea littoralis et Ipomoea tuboides dans le Pacifique et l'Asia — des espèces, qui sont en relation avec les espèces américaines de Ipomoea qui ont des graines de morphologie similaire avec les patates douces . Toutefois, le consensus des universitaires actuels est en faveur du modèle des contacts   pré-Colombiens, du fait de la source unique de l'ADN étudié dans cet article (qui peut avoir été endommagé et était  analysé d'une manière atypique pour cet échantillon d'ADN ancien), et l'existence d'évidences linguistiques fortes,